# Letnie Grand Prix w skokach narciarskich w Czajkowskim
Letnie Grand Prix w skokach narciarskich w Czajkowskim rozgrywane jest od 2015 roku na skoczni Snieżynka. Konkursy rozegrane w 2015, nie były pierwszymi konkursami LGP w Rosji, gdyż w 2013 gospodarzem dwóch konkursów był Niżny Tagił. Czajkowskij znajduje się zarówno w kalendarzu LGP mężczyzn jak i kobiet.
Do sezonu 2020/2021 włącznie rozegrano w Czajkowskim 18 konkursów: 7 mężczyzn, 9 kobiet i 2 mieszane.

## Podium poszczególnych konkursów mężczyzn
| Lp | Data             | Skocznia | Szczegóły | Uwagi | 1. miejsce            | 2. miejsce         | 3. miejsce           |
| -- | ---------------- | -------- | --------- | ----- | --------------------- | ------------------ | -------------------- |
| 1. | 5 września 2015  | HS106    | szczegóły | -     | Kenneth Gangnes       | Robert Kranjec     | Joachim Hauer        |
| 2. | 6 września 2015  | HS140    | szczegóły | -     | Kenneth Gangnes       | Jan Ziobro         | Joachim Hauer        |
| 3. | 10 września 2016 | HS140    | szczegóły | nocny | Robert Kranjec        | Anže Semenič       | Karl Geiger          |
| 4. | 11 września 2016 | HS140    | szczegóły | nocny | Anže Semenič          | Tomáš Vančura      | Vojtěch Štursa       |
| 5. | 9 września 2017  | HS140    | szczegóły | -     | Anže Lanišek          | Jewgienij Klimow   | Dienis Korniłow      |
| 6. | 10 września 2017 | HS106    | szczegóły | -     | Anže Lanišek          | Junshirō Kobayashi | Jewgienij Klimow     |
| -  | 9 września 2018  | HS140    | szczegóły | -     | odwołany              | odwołany           | odwołany             |
| -  | 12 września 2020 | HS140    |           | -     | odwołany              | odwołany           | odwołany             |
| -  | 13 września 2020 | HS140    |           | -     | odwołany              | odwołany           | odwołany             |
| 7. | 11 września 2021 | HS140    | szczegóły | -     | Halvor Egner Granerud | Jewgienij Klimow   | Johann André Forfang |

## Podium poszczególnych konkursów kobiet
| Lp | Data             | Skocznia | Szczegóły | Uwagi | 1. miejsce       | 2. miejsce       | 3. miejsce             |
| -- | ---------------- | -------- | --------- | ----- | ---------------- | ---------------- | ---------------------- |
| 1. | 5 września 2015  | HS106    | szczegóły | -     | Sara Takanashi   | Maren Lundby     | Line Jahr              |
| 2. | 6 września 2015  | HS106    | szczegóły | -     | Sara Takanashi   | Yūki Itō         | Line Jahr              |
| 3. | 10 września 2016 | HS106    | szczegóły | -     | Sara Takanashi   | Maren Lundby     | Maja Vtič              |
| 4. | 11 września 2016 | HS106    | szczegóły | -     | Sara Takanashi   | Carina Vogt      | Irina Awwakumowa       |
| 5. | 9 września 2017  | HS106    | szczegóły | -     | Sara Takanashi   | Julia Kykkänen   | Irina Awwakumowa       |
| 6. | 10 września 2017 | HS106    | szczegóły | -     | Sara Takanashi   | Irina Awwakumowa | Maja Vtič Maren Lundby |
| 7. | 9 września 2018  | HS140    | szczegóły | -     | Ema Klinec       | Maren Lundby     | Sara Takanashi         |
| -  | 5 września 2020  | HS106    |           | -     | odwołany         | odwołany         | odwołany               |
| -  | 6 września 2020  | HS106    |           | -     | odwołany         | odwołany         | odwołany               |
| 8. | 11 września 2021 | HS140    | szczegóły | -     | Urša Bogataj     | Silje Opseth     | Ema Klinec             |
| 9. | 12 września 2021 | HS140    | szczegóły | -     | Irina Awwakumowa | Urša Bogataj     | Silje Opseth           |

## Podium poszczególnych konkursów mieszanych
| Lp | Data             | Skocznia | Szczegóły | Uwagi | 1. miejsce                                                                                    | 2. miejsce                                                              | 3. miejsce                                                                            |
| -- | ---------------- | -------- | --------- | ----- | --------------------------------------------------------------------------------------------- | ----------------------------------------------------------------------- | ------------------------------------------------------------------------------------- |
| 1. | 8 września 2018  | HS140    | szczegóły | -     | Japonia 1. Nozomi Maruyama 2. Yukiya Satō 3. Sara Takanashi 4. Junshirō Kobayashi             | Słowenia 1.Jerneja Brecl 2. Jurij Tepeš 3. Ema Klinec 4. Robert Kranjec | Norwegia 1. Anna Odine Strøm 2. Robin Pedersen 3. Maren Lundby 4. Fredrik Bjerkeengen |
| 2. | 12 września 2021 | HS140    | szczegóły | -     | Norwegia 1. Anna Odine Strøm 2. Johann André Forfang 3. Silje Opseth 4. Halvor Egner Granerud | Słowenia 1. Urša Bogataj 2. Lovro Kos 3. Ema Klinec 4. Cene Prevc       | Rosja 1. Irina Awwakumowa 2. Michaił Nazarow 3. Sofja Tichonowa 4. Jewgienij Klimow   |